# Église Sainte-Barbe de Wallers
Pour les articles homonymes, voir Église Sainte-Barbe.
Il s'agit de l'église Sainte-Barbe située dans le quartier minier de la fosse Arenberg, à ne pas confondre avec l'église Saint-Vaast de Wallers, située dans le centre-ville de la commune.
L'église Sainte-Barbe est une église catholique bâtie de 1905 à 1907 par la Compagnie des mines d'Anzin pour ses mineurs travaillant à la fosse Arenberg récemment ouverte à Wallers dans le bassin minier du Nord-Pas-de-Calais. L'église Sainte-Barbe est bâtie au cœur de la cité d'Arenberg, les cités minières étant relativement éloignées du centre-ville. Une autre église, bien plus antérieure, existe au centre de Wallers : l'église Saint-Vaast, connue quant à elle pour son incendie dans les années 2000.
Durant la Première Guerre mondiale, l'église est endommagée, son clocher est détruit, ainsi qu'une partie de sa toiture. Tout est reconstruit à l'identique.
Le 30 juin 2012, l'église Sainte-Barbe est inscrite parmi 353 éléments à la liste du patrimoine mondial par l'Unesco, et y constitue une petite partie du site no 15.

## Histoire
La Compagnie des mines d'Anzin a déjà ouvert plus de 170 fosses lorsqu'elle décide à la fin du XIXe siècle d'installer un nouveau charbonnage sur une partie non encore exploitée de sa concession d'Anzin, à Wallers. La fosse Arenberg commence à extraire en juin 1903 et devient très vite importante car elle produit 218 915 tonnes de houille en 1906.
Prévoyant ceci, la compagnie construit dès 1900 les premiers logements de la cité d'Arenberg, constructions qui s'échelonneront jusqu'en 1923 et même dans les années 1950 avec l'adjonction, après la nationalisation, de quelques logements. L'église Saint-Vaast est située au cœur du village de Wallers, mais le hameau d'Arenberg est situé à plus de trois kilomètres à vol d'oiseau de la cité.
Une église, nommée en l'honneur de Barbe la grande martyre dite sainte Barbe, sainte patronne des mineurs, est construite entre 1905 et 1907 dans le prolongement des premiers corons, et d'une place créée pour l'occasion.
Durant la Première Guerre mondiale, le clocher est détruit, et la toiture est en partie détruite. L'église est reconstruite à l'identique.
La cité du Nouveau Monde est construite à partir de 1906, et étendue jusqu'en 1930. La cité de Bellaing date de l'entre-deux-guerres. La fosse prenant de l'ampleur après sa nationalisation, les cités existantes se voient adjoindre des logements dans les années 1950, la cité de la Drève et la cité du Bosquet sont bâties, ce qui augmente la fréquentation de l'église.

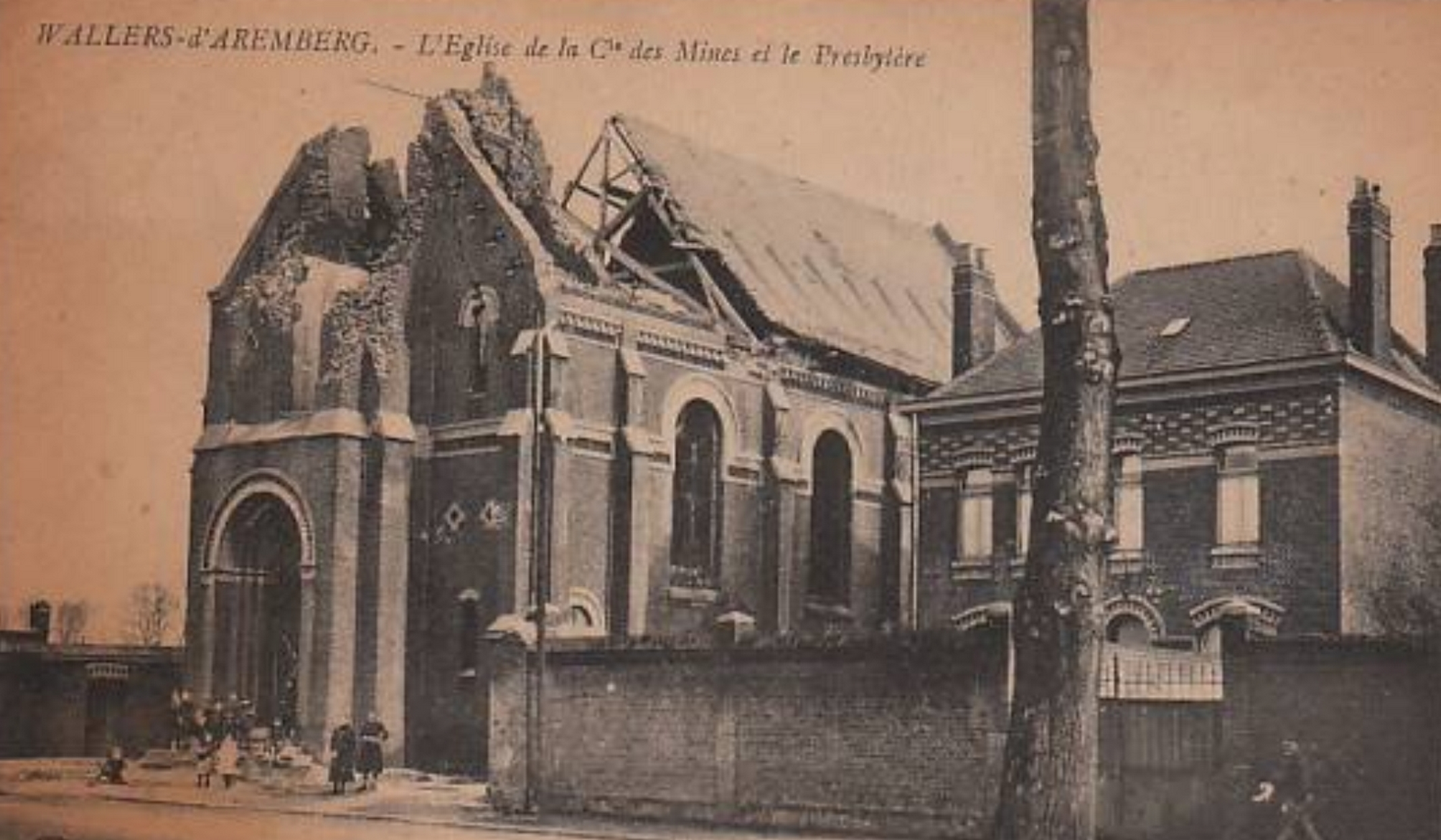
L'église, dont le clocher a été détruit pendant la guerre.
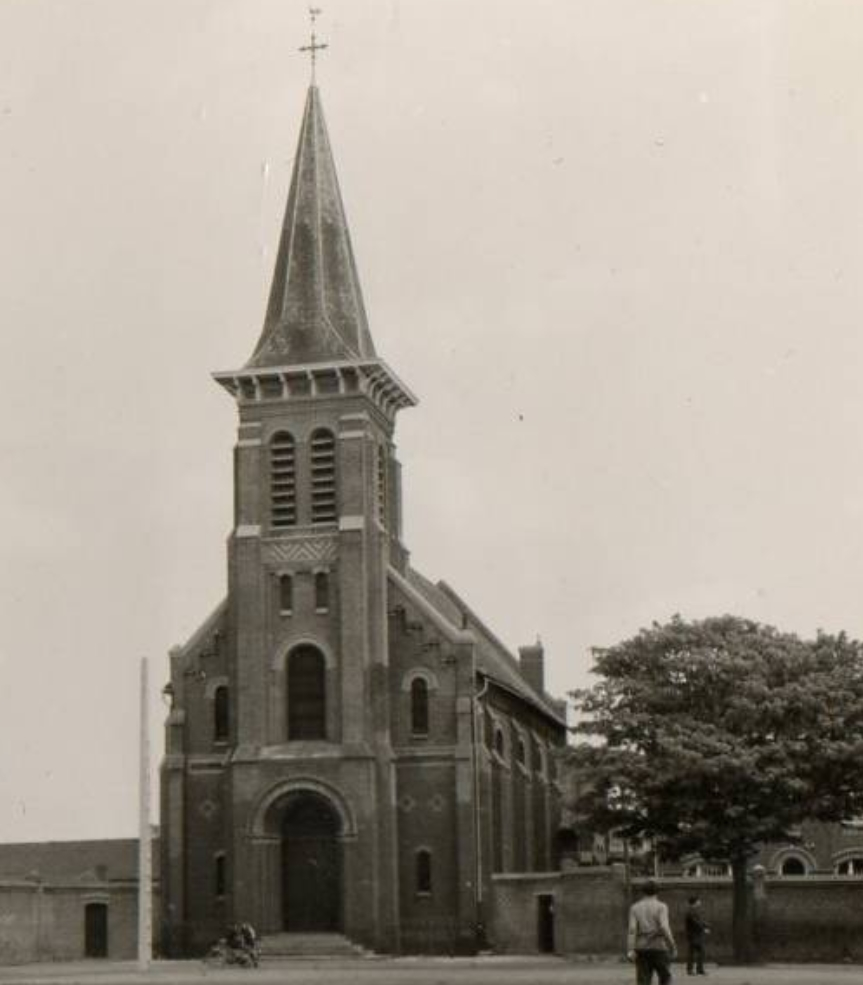
L'église réparée.
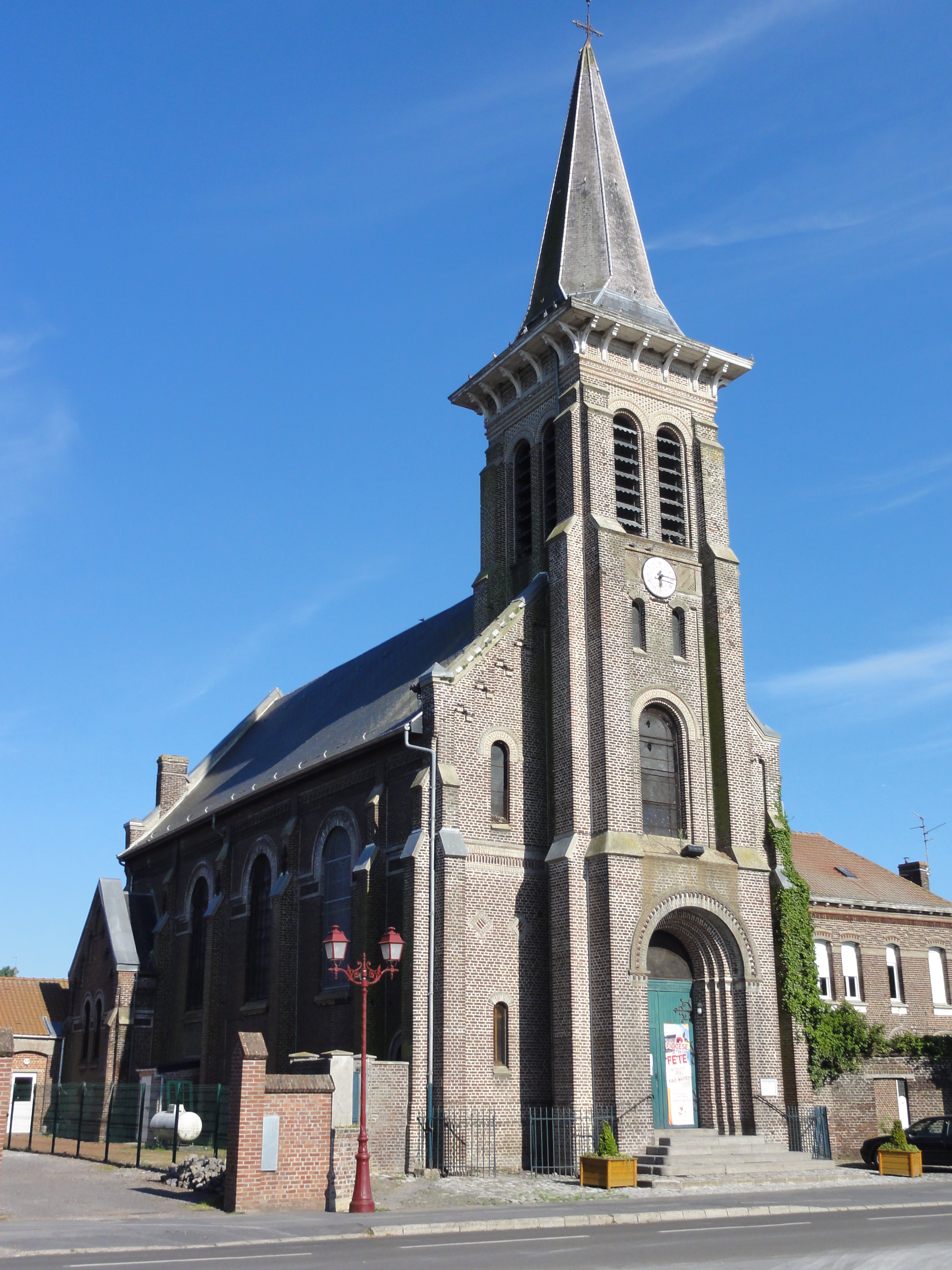
L'église en 2011.
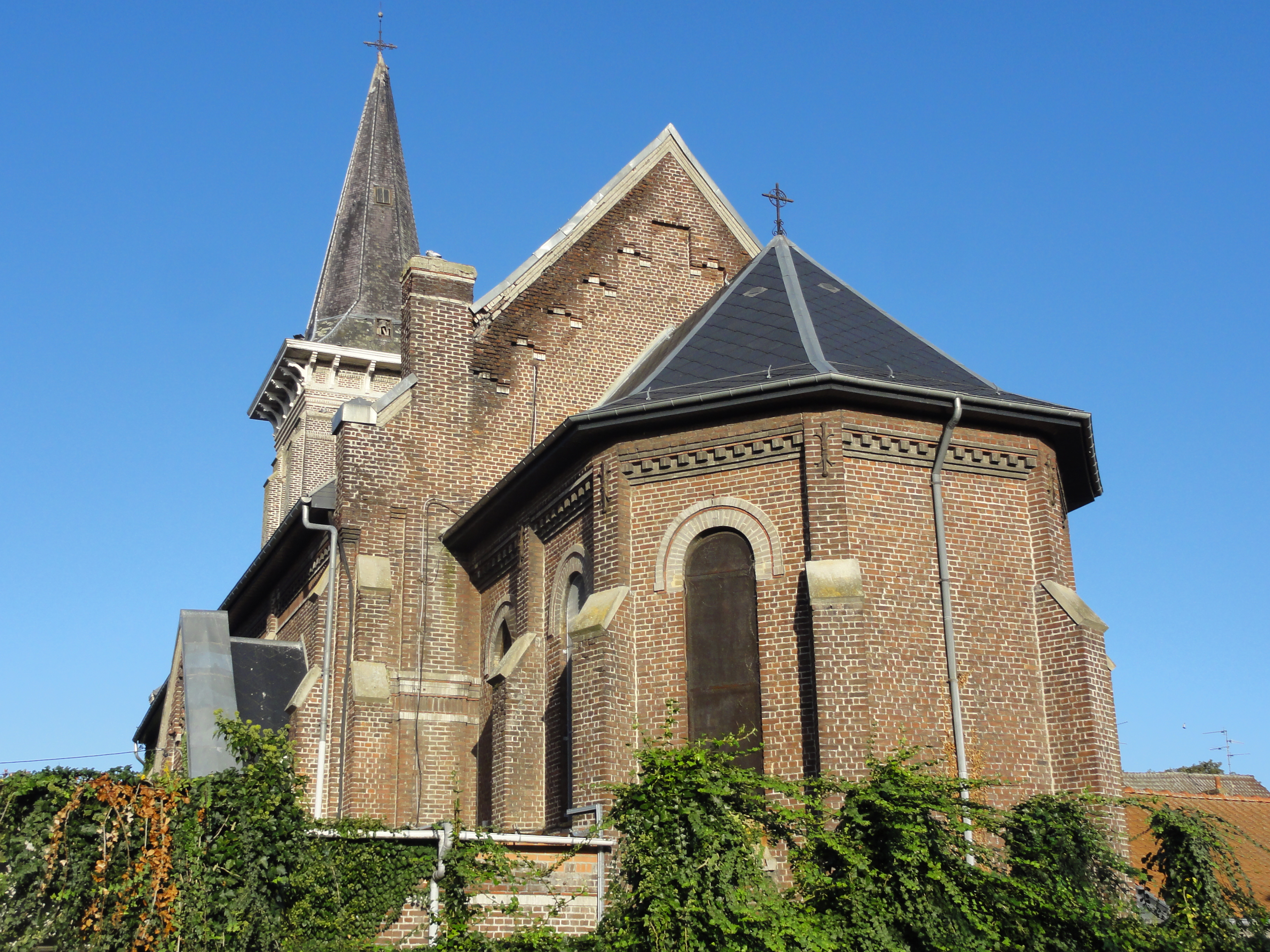
Vue arrière de l'église.
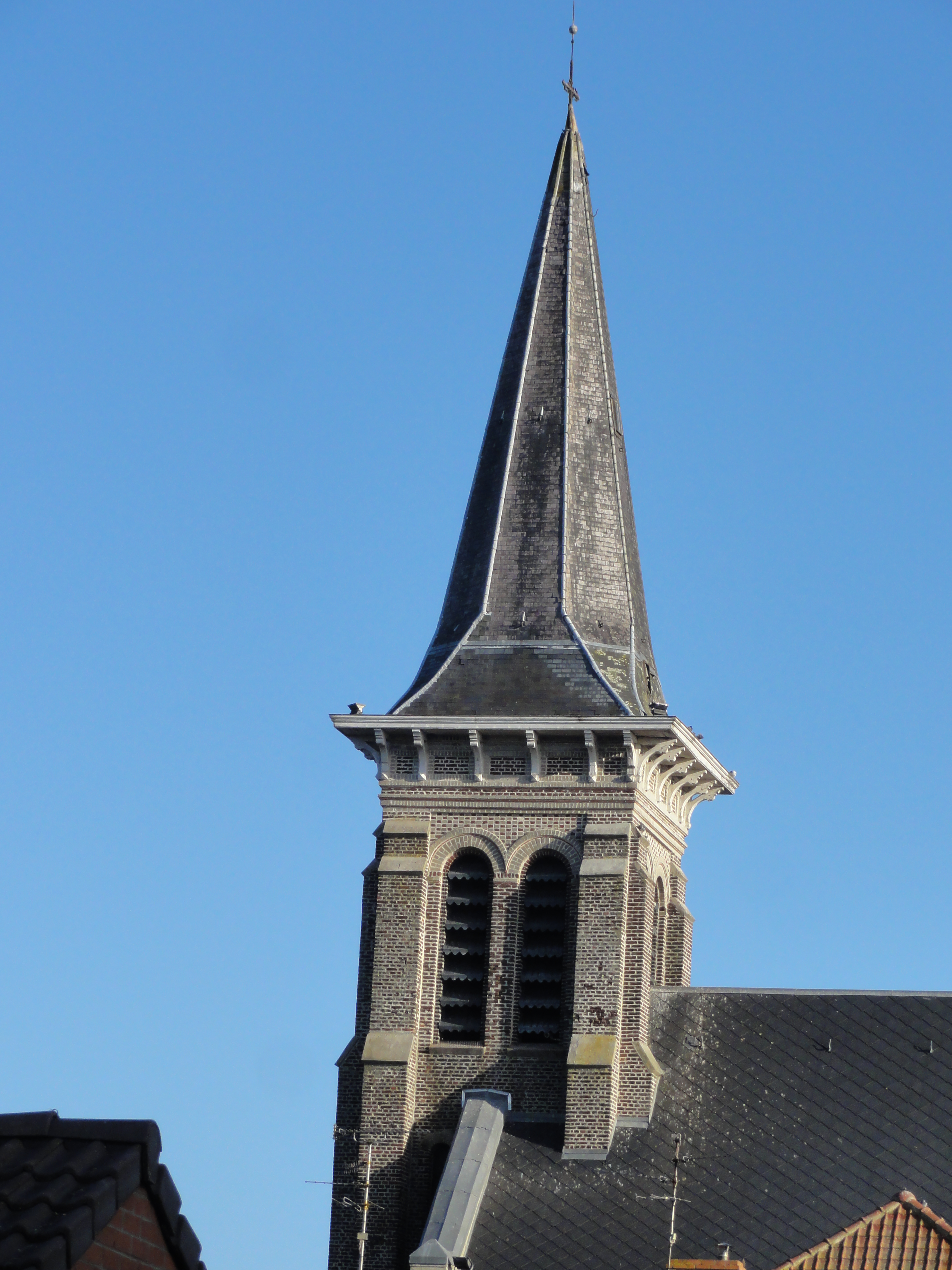
Le clocher.

## Description
La Mission Bassin Minier décrit l'édifice comme une église à vaisseau unique, entièrement construite en briques, et dotée d'une tour-porche en saillie, des contreforts, et un clocher. Ce dernier est couronné d'une flèche sexagonale, la toiture est faite d'ardoises et le sommet est constitué d'une croix en fer forgé. Le décor est décrit comme sobre, et seulement animé par les jeux de briques de différentes couleurs.

## Protection
Le 30 juin 2012, l'église Sainte-Barbe est inscrite sur la liste du patrimoine mondial par l'Unesco. Elle constitue alors une petite partie du site no 15 qui comprend également :
- Au sud, à Haveluy, autour de la fosse d'Haveluy des mines d'Anzin, la cité des Corons de la Fosse et son dispensaire de la Société de Secours Minière, et la cité pavillonnaire du Bas Riez, ainsi que le terril conique no 157, Haveluy Nord, et le terril plat no 158, Haveluy Sud.
- Au nord, à Bellaing, la cité pavillonnaire de Bellaing, puis à Wallers la fosse Arenberg des mines d'Anzin, la cité de corons d'Arenberg, la salle des fêtes, l'école ménagère, l'école, le dispensaire de la Société de Secours minière, la cité pavillonnaire du Nouveau Monde et son école, les cités modernes de la Drève et du Bosquet, l'école de la cité du Bosquet, et, finalement, sur les territoires de Wallers et de Raismes, la mare à Goriaux et le terril plat no 171, Mare à Goriaux. Le cavalier minier traversant cet ensemble du sud-ouest au nord-est fait également partie de la zone inscrite[4].